# Robert Wilschrey
Robert Wilschrey (* 27. Juni 1989 in Neuss) ist ein deutscher Fußballspieler.

## Karriere
Wilschrey spielte in seiner Jugend für den 1. FC Köln, in der A-Jugend-Bundesliga West bestritt er 32 Spiele. Mit seinem Team schaffte er es 2007/08 in die Endrunde zur Deutschen Meisterschaft, wo man im Halbfinale nach zwei Spielen ausschied. 2008 wechselte Wilschrey in die NRW-Liga zur zweiten Mannschaft von Alemannia Aachen. Sein Debüt feierte er gegen Germania Windeck, die Partie gewann Aachen 1:0. 2012 wurde er Teil der ersten Mannschaft. Sein Debüt in der 3. Fußball-Liga feierte Wilschrey am 17. Spieltag gegen den Halleschen FC, das Spiel ging 0:3 verloren. Im Mittelrheinpokal debütierte Wilschrey in der Partie gegen FC Viktoria Köln, das Spiel gewann die Alemannia nach Elfmeterschießen 5:2, nachdem es nach 120 Minuten 1:1 gestanden hatte.
Im Sommer 2013 wechselte er zum SC Kapellen-Erft in die Oberliga Niederrhein. Nach vier Jahren stieg er mit dem Verein am Ende der Saison 2016/17 in die Landesliga ab. Bei einem Training im April 2024 zog sich Wilschrey einen Kreuzbandriss zu.